# Långlivad organisk förorening
Långlivad organisk förorening (på engelska persistent organic pollutant eller förkortat POP) även kallad evighetskemikalie är ett samlingsnamn för organiska miljögifter som är  beständiga, persistenta, det vill säga motstår nedbrytning . På grund av att dessa ämnen har stor motståndskraft mot nedbrytning ackumuleras dessa ämnen i både människor, miljön och i organiskt material. Detta gör att de ger en signifikant hälso- och miljörisk. Stockholmskonventionen är ett regelverk utformat för att försöka begränsa användningen och spridningen av de tolv farligaste föroreningarna (the dirty dozen) vilka bland annat innefattar DDT, polyklorerade bifenyler dioxiner PFOA och PFAS. POP-ämnen kan förekomma naturligt, från vulkaner eller genom olika biosynteser. Men de förekommer oftast i konstgjorda ämnen så som insektsgifter, lösningsmedel och industriella kemikalier .

## Följder av persistens
POPs är ofta halogenerade organiska ämnen, och som en sådan uppvisar POPs hög lipidlöslighet. På grund av detta bioackumuleras POP i fettvävnaden. Utöver hög lipidlöslighet uppvisar POPs hög kemisik stabilitet genom låg reaktivitet av C-Cl-bindningarna i hydrolys och fotolytisk nedbrytning.  
Den kemiska stabiliteten och lipidlösligheten är båda relaterade till halogenhalten i ämnet, vilket resulterar i att polyhalogenerade ämnen är av särskilt intresse. De negativa effekterna på miljön från POPs sker främst på grund av två processer, långväga spridning och bioackumulation. Föreningar som utgör POPs klassas också som PBTs(Persistent, Bioaccumulative och Toxic) eller TOMPs (Toxic Organic Micro Pollutants). 

### Bioackumulation
Bioackumulation av POPs sker främst på grund av deras höga lipidlöslighet och deras förmåga att ackumuleras i fettvävnad hos levande organismer under en lång tid. Bioackumulation av POPs resulterar i en högre koncentration längre upp i näringskedjan. POPs förmåga att bioackumuleras och deras kemiska stabilitet är orsaken till deras giftighet i miljön.

### Spridning
POP övergår till gasform under särskilda temperaturer och avdunstar från vattendrag och vegetation och ut i atmosfären samt motstår från nedbrytning i luften. De gör detta för att kunna färdas lång sträckor innan de deponeras igen. Resultatet blir att POPs ackumuleras på platser, exempelvis Antarktis, långt ifrån de områden som de emitterades och användes i. POP kan framstå som ångor i luften eller fästa sig på ytan av fasta partiklar. De har låg vattenlöslighet och kan lösas i organiska vätskor, såsom oljor och fetter. På grund av stabilitet och låg nedbrytningshastighet bland POP är det svårt att bryta ner dem i miljön. Dessutom eftersom POP har lätt för att sprida sig långt är miljöförstöring av POP betydande även i områden som inte användes dem samt kommer finnas kvar länge då de har stark motståndskraft mot nedbrytning.   

## Hälsoeffekter
Exponeringen av POP kan orsaka bland annat kroniska sjukdomar, utvecklingsdefekter och dödsfall. En del av dem är cancerframkallande. De flesta av POP är kapabla för hormonstörande ämnen i fortplantningssystemet, det centrala nervsystemet samt immunförsvaret. POP kan utsätta människor och djur via diet eller medan de växer i livmodern. Över 90 % av POP exponeringen kommer från animaliska produkter på grund av bioackumulering i fettvävnad samt bioackumulering genom näringskedjan. Serumnivåer av POP ökar med åldern och brukar vara högre hos kvinnor än hos män. 

### Hormonstörande ämnen
POP är kända för att majoriteten av dem rubbar normala funktioner i det endokrina systemet. Exempelvis är de så kallade "the dirty dozen" är hormonstörande. Skulle foster, nyfödda eller barn utsättas för låg exponering av POP under kritiska utvecklingsperioder kan de ha en permanent effekt genom hela livet. Uppgifter om hormonstörande ämnen och komplikationer inom hälsan för exponering av POP under kritiska utvecklingsperioder i en organisms livsläng syntetiseras i en studie. Frågor som bland annat huruvida låg exponering av POP är kronisk och har en inverkan på endokrina systemet besvaras i studien. Exponering av POP under kritisk utveckling har visats kunna ge permanenta förändringar i organismers utvecklingsstadier. Exponering av POP under icke-kritisk utveckling borde inte innebära detekterbara sjukdomar och hälsokomplikationer senare i livet.    

### Övervikt
Det finns många nya studier som undersöker sambandet mellan övervikt och stora POP-nivåer i människor. I en studie från 2011  fann man en negativ korrelation mellan olika POP-ämnen och övervikt. Studien visar också att det finns en positiv korrelation mellan övervikt och beta-hexaclorocyclohexan, samt olika dioxin. I studien definierades övervikt med hjälp av Body Mass Index (BMI). Vidare föreslogs i studien att en förklaring till korrelationen kan vara att överviktiga personer har mer fettdepåer vilket innebär att de kan ackumulera mer POP-ämnen i dem.

### Ålder
Samma studie som ovan visar också att det finns en positiv korrelation mellan ålder och POP-ämnen. Detta kan bero på att det är långlivade och kroppen därför har svårt att göra sig av med dem när de väl tagits upp i systemet. Därmed ackumuleras de över tid och ju äldre desto mer POP finns det i kroppen. 

### Diabetes
En annan studie publicerad år 2006 fann en positiv korrelation mellan POP-ämnen och typ II diabetes. I studien justerades statistiken mellan olika personliga variabler så som ålder, kön, etnicitet och socioekonomisk status. Resultatet av studien visar att individer som utsätts för låga doser av POP-ämnen under en längre tid har större risk att få typ II diabetes jämfört med individer som utsätts för höga doser av POP-ämnen under kortare tid.

## Stockholmskonventionen om långlivade organiska föroreningar

Medlemsländer i Stockholmskonventionen

Stockholmskonventionen om långlivade föreningar är ett regelverk utformat för att försöka begränsa produktionen och spridningen av långlivade organiska föreningar (POPs). Konventionen tillkom på initiativ av FN:s miljöprogram, som ofta förkortas UNEP (United Nations Environment Programme) med syftet att skydda både människor och miljön från POPs genom att kartlägga och kategorisera dessa. Förhandlingarna som låg till grund för konventionen avslutades i Stockholm 23 maj 2001 och konventionen trädde sedan i kraft 2004. Den lista som konventionen ursprungligen arbetade fram innehöll 12 föroreningar som kallades "the dirty dozen", på svenska "det smutsiga dussinet ". Därefter har fler POPs tillkommit.
Ursprungliga POPs:
1. Aldrin
2. Kloran
3. Dieldrin
4. Endrin
5. Heptaklor
6. Hexaklorbensen (HCB)
7. Mirex
8. Toxafen
9. Polyklorerade bifenyler (PCB)
10. Diklordifenyltrikloretan (DDT)
11. Polyklorerade dioxiner (PCDD)
12. Furaner (PCDF)

Senare tillkomna POPs:
- Dekabromdifenyleter
- Kortkedjiga klorparaffiner (SCCPs)
- Hexaklorbutadien (HCBD)
- Klordekon
- α-Hexaklorcyklohexan (α-HCH) och β-Hexaklorcyklohexan (β-HCH)
- Pentaklorfenol (PCP)
- Polyklorerade naftalener (PCNs)
- Polybromerade difenyletrar (flamskyddsmedel, hexabromdifenyleter, heptabromdifenyleter, tetrabromdifenyleter, pentabromdifenyleter)
- Lindan (γ-hexaklorcyklohexan)
- Pentaklorbenzen (PeCB)
- Perfluoroktansulfonat (PFOS)
- Endosulfan
- Hexabromcyclododekan (HBCDD)

## Rening av POP-utsläpp i miljön
I dagsläget är det ännu inte känt hur man på bästa sätt ska rena utsläpp av POPs i naturen. Största osäkerheten kommer från att det krävs andra kemikalier för att göra detta, vilka i sin tur har okänd påverkan på miljön.